# أيام الإجازة (الجزء الثاني)
أيام الإجازة الجزء الثاني  مسلسل كوميدي اجتماعي عراقي من إنتاج قناة العراقية الفضائية عرض في رمضان 2019 من تأليف الكاتب محمد خماس و إخراج علي فاضل.

## قصة المسلسل
تدور أحداث المسلسل حول وديع أبو نائل الموظف الحكومي البسيط محمد حسين عبد الرحيم الذي يقدم على إجازة سنوية من عمله وبدل الأستمتاع بها يواجه مشاكل حياتية متعددة مع عائلته لتتحول أيام إجازته إلى أيام من التعب والشقاء والمعناة، وتشكل القصص والمشاكل التي يواجهها وديع مع عائلته عينات لمشاكل حياتية اجتماعية ممكن أن تواجه أي فرد وفي أي زمان . ويعتبر مسلسل أيام الإجازة الجزء الثاني اِمتداداً لمسلسل أيام الإجازة الذي كتبه الراحل عبد الباري العبودي وإخرجه المخرج الراحل عماد عبد الهادي والذي عرض على تلفزيون العراق في العام 1992 حيث مازال أبو نائل بعد كل هذه السنوات يعيش في نفس الشقة مع زوجته لبيبة هناء محمد وأبنائه نائل أمير عبد الحسين و لميس هند نزار. ويقدم العمل في طياته مقارنة من خلال عائلة أبو نائل لشخصية الفرد العراقي في المجتمع بين زمنين زمن عرض الجزء الأول وزمن عرض الجزء الثاني حيث المسافة الزمنية 27 عاماً تعرضت خلالها شخصية الفرد إلى مجموعة من التحولات والتغيرات منها سياسية واجتماعية وحتى اقتصادية وساهمت في تغير الكثير من القيم والسلوك.

## شخصيات المسلسل الرئيسية
| الممثل               | الشخصية      | الممثل       | الشخصية        |
| -------------------- | ------------ | ------------ | -------------- |
| محمد حسين عبد الرحيم | وديع         | غسان إسماعيل | زوج البنت وميض |
| هناء محمد            | الزوجة لبيبة | بشرى إسماعيل | الجارة أم فؤاد |
| أمير عبد الحسين      | الابن نائل   | أثير كشكول   | فؤاد           |
| هند نزار             | الابنة لميس  | رائد محسن    | الخال شفيق     |
| فاطمة الربيعي        | الجدة حبيبة  | مناف طالب    | مدير المدرسة   |
| إسراء العبيدي        | الجارة تغريد | جمانة كريم   | ست دعاء        |

## طاقم المسلسل
| الوظيفة      | الأسم                 |
| ------------ | --------------------- |
| إخراج        | علي فاضل (ممثل عراقي) |
| تأليف        | محمد خماس             |
| مدير التصوير | عمار جمال             |
| مدير الإنتاج | مهدي الحسيني          |
| مونتاج       | بهاء صباح             |
| إدارة فنية   | هيثم النقاش           |